# تیگران چهارم
تیگران چهارم (ارمنی: Տիգրան Դ) که لقب «شاه شاهان» را نیز یدک می‌کشید، در سال هشتم پیش از میلاد به قدرت رسید. او که به پیروی از سنت متداول در میان درباریان دوران هلنیستی با خواهر خود اِراتو ازدواج کرده بود، با نادیده گرفتن مقاصد روم به اتفاق اِراتو حکومت در ارمنستان حکومت کرد، اما در سال پنجم پیش از میلاد به دست رومی‌ها از حکومت خلع شد. لیکن سه سال بعد در پی یک شورش دوباره به سلطنت رسید و با خواهرش به اداره کشور پرداخت. دوران حکومت این دو بسیار کوتاه بود چرا که تیگران چهارم به زودی در نبرد با اقوام کوه‌نشین که از شمال ارمنستان یورش آورده بودند، کشته شد و خواهرش نیز از حکومت کناره‌گیری کرد. بدین گونه در سال اول میلادی حکومت دودمان آرتاشسی در ارمنستان به پایان رسید.